# Собор святого Антонія Падуанського (Тельшяй)
Собор святого Антонія Падуанського (лит. Šv. Antano Paduviečio katedra), Тельшяйський собор — католицький собор в місті Тельшяй, Литва. Кафедральний собор Тельшяйської дієцезії, пам'ятник архітектури, побудований в 1762—1794 роках.

## Історія

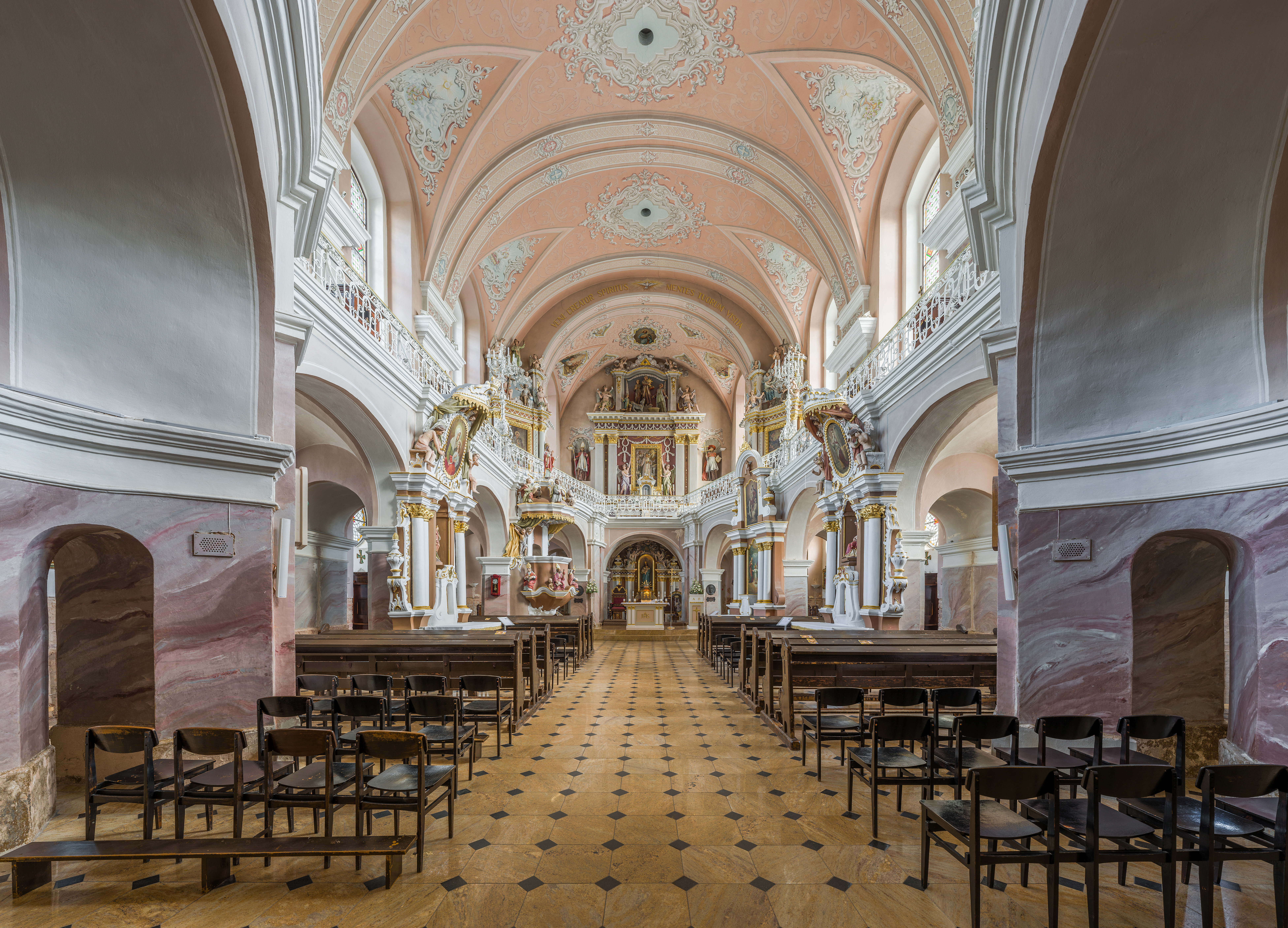
Інтер'єр собору

У 1624 році підканцлер литовський Павло Стефан Сапега заснував в Тельшяї монастир францисканців (бернардинів), при якому діяла дерев'яна церква, яка неодноразово страждала від пожеж і щоразу відбудовувалася заново. Кам'яна церква при монастирі була побудована в 1762—1794 роках й у 1794 році освячена на честь св. Антонія Падуанського.
У 1853 році монастир був закритий, церква св. Антонія стала звичайною парафіяльною. У 1859 році зведено дзвіницю, в 1893 році — огорожу і ворота.
Після утворення в 1926 році Тельшяйської дієцезії, храм став кафедральним собором нової єпархії.
У соборі поховані три єпископи Тельшяя — Юстінас Стаугайтіс, Вінцентас Борисевічюс і Пранас Раманаускас.

## Архітектура
Собор побудований в стилі пізнього бароко з елементами класицизму. Будівля однонефна, за плануванням — прямокутна, з тригранною апсидою. Характерною особливістю інтер'єру є бічні галереї другого рівня, що додають інтер'єру собору «двоповерховості». Головний вівтар собору також дворівневий: нижній рівень присвячений Діві Марії, а верхній — св. Антонію Падуанському. Це єдиний вівтар такого роду в Литві.